# Club Social y Deportivo Defensa y Justicia
El Club Social y Deportivo Defensa y Justicia és un club de futbol argentí de la ciutat de Florencio Varela.

## Història
El club va ser fundat el 20 de març de 1935. No obstat no participà en competicions oficials fins al 1978, quan debutà a Primera D derrotant el Cañuelas. Rep el sobrenom de Los Halcones de Varela.

## Palmarès
- CONMEBOL Sud-americana (1): 2020
- Recopa Sud-americana (1): 2021
- Primera B (2): 1996-97, 2013-14
- Primera C (1): 1985
- Primera D (1): 1982